# Dmitrij Djatjenko
Dmitrij Djatjenko (russisk: Дми́трий Влади́мирович Дьяче́нко) (født 16. september 1972 i Voronezj i Sovjetunionen) er en russisk filminstruktør.

## Filmografi
- Den radio (День радио, 2008)[1][2]
- O tjom govorjat muzjtjiny (О чём говорят мужчины, 2010)
- O tjom jesjjo govorjat muzjtjiny (О чём ещё говорят мужчины, 2011)
- Kukhnja v Parizje (Кухня в Париже, 2014)
- Poslednij bogatyr (Последний богатырь, 2017)
- Poslednij bogatyr: Koren zla (Последний богатырь: Корень зла, 2021)
- Poslednij bogatyr: Poslannik tmy (Последний богатырь: Посланник тьмы, 2021)